# Такео (Саґа)

Таке́о (яп. 武雄市, たけおし, МФА: [takeo ɕi̥]?) — місто в Японії, в префектурі Саґа.     Отримало статус міста 1954 року. Площа становить 195,44 км². Станом на 1 серпня 2011 року населення складало 50 507  осіб, густота населення — 258 осіб/км².     

## Історія
Такео отримало статус міста 1 квітня 1954 року.